# Silke Möller
Silke Möller, z domu Gladisch (ur. 20 czerwca 1964 w Stralsundzie) – wschodnioniemiecka sprinterka.
Na igrzyskach w Seulu w 1988 została wicemistrzynią olimpijską w sztafecie 4 × 100 m. Zajęła też 5. miejsce w biegu na 200 m, a na 100 m odpadła w ćwierćfinale. Na mistrzostwach świata w Rzymie w 1987 wygrała biegi na 100 i 200 m, a sztafeta 4 × 100 m z jej udziałem była druga. Cztery lata wcześniej w Helsinkach zdobyła złoty medal w sztafecie.
Była w składzie sztafety NRD, która w 1985 ustanowiła aktualny do 10 sierpnia 2012 rekord świata.

## Sukcesy sportowe

### Igrzyska olimpijskie/Przyjaźń-84
| Miejsce | Dzień          | Rok  | Miejscowość | Konkurencja        | Czas biegu | Strata   | Zwycięzca                |
| ------- | -------------- | ---- | ----------- | ------------------ | ---------- | -------- | ------------------------ |
| 4.      | 16 sierpnia    | 1984 | Praga       | bieg na 400 m      | 11,10 s    | + 0,15 s | Marlies Göhr             |
| NF.     | 17 sierpnia    | 1984 | Praga       | sztafeta 4 x 100 m | -          | -        | Bułgaria                 |
| 9.      | 25 września    | 1988 | Seul        | bieg na 100 m      | 11,12 s    | -        | Florence Griffith-Joyner |
| 5.      | 29 września    | 1988 | Seul        | bieg na 200 m      | 22,09 s    | + 0,75 s | Florence Griffith-Joyner |
| srebro  | 1 października | 1988 | Seul        | sztafeta 4 x 100 m | 42,09 s    | + 0,11 s | Stany Zjednoczone        |

## Mistrzostwa świata
| Miejsce | Dzień       | Rok  | Miejscowość | Konkurencja        | Czas biegu | Strata   | Zwycięzca         |
| ------- | ----------- | ---- | ----------- | ------------------ | ---------- | -------- | ----------------- |
| 9.      | 8 sierpnia  | 1983 | Helsinki    | bieg na 100 m      | 11,30 s    | -        | Marlies Göhr      |
| złoto   | 10 sierpnia | 1983 | Helsinki    | sztafeta 4 x 100 m | 41,76 s    | –        | –                 |
| złoto   | 30 sierpnia | 1987 | Rzym        | bieg na 100 m      | 10,90 s    | –        | –                 |
| złoto   | 3 września  | 1987 | Rzym        | bieg na 200 m      | 21,74 s    | –        | –                 |
| srebro  | 6 września  | 1987 | Rzym        | sztafeta 4 x 100 m | 41,95 s    | + 0,37 s | Stany Zjednoczone |

## Mistrzostwa Europy
| Miejsce | Dzień       | Rok  | Miejscowość | Konkurencja        | Czas biegu | Strata   | Zwycięzca       |
| ------- | ----------- | ---- | ----------- | ------------------ | ---------- | -------- | --------------- |
| 4.      | 27 sierpnia | 1986 | Stuttgart   | bieg na 100 m      | 11,09 s    | + 0,18 s | Marlies Göhr    |
| brąz    | 29 sierpnia | 1986 | Stuttgart   | bieg na 200 m      | 22,49 s    | + 0,78 s | Heike Drechsler |
| złoto   | 31 sierpnia | 1986 | Stuttgart   | sztafeta 4 x 100 m | 41,84 s    | –        | –               |
| srebro  | 28 sierpnia | 1990 | Split       | bieg na 100 m      | 11,10 s    | + 0,21 s | Katrin Krabbe   |
| złoto   | 1 września  | 1990 | Split       | sztafeta 4 x 100 m | 41,68 s    | -        | -               |

## Halowe mistrzostwa świata
| Miejsce | Dzień       | Rok  | Miejscowość | Konkurencja  | Czas biegu | Strata | Zwycięzca |
| ------- | ----------- | ---- | ----------- | ------------ | ---------- | ------ | --------- |
| złoto   | 19 stycznia | 1985 | Paryż       | bieg na 60 m | 7,20 s     | –      | –         |

## Halowe mistrzostwa Europy
| Miejsce | Dzień     | Rok  | Miejscowość | Konkurencja  | Czas biegu | Strata   | Zwycięzca    |
| ------- | --------- | ---- | ----------- | ------------ | ---------- | -------- | ------------ |
| srebro  | 6 marca   | 1983 | Budapeszt   | bieg na 60 m | 7,12 s     | + 0,03 s | Marlies Göhr |
| 4.      | 3 marca   | 1985 | Pireus      | bieg na 60 m | 7,24 s     | + 0,14 s | Nelli Cooman |
| brąz    | 23 lutego | 1986 | Madryt      | bieg na 60 m | 7,14 s     | + 0,14 s | Nelli Cooman |
| srebro  | 6 marca   | 1988 | Budapeszt   | bieg na 60 m | 7,05 s     | + 0,01 s | Nelli Cooman |

## Rekordy życiowe
- 100 m – 10,86 (20 sierpnia 1987 Poczdam)
- 200 m – 21,74 (3 września 1987 Rzym)
- sztafeta 4 × 100 m – 41,37 (6 października 1985 Canberra)